# Berg Propulsion
Berg Propulsion ist ein schwedisches Unternehmen. Es hat sich auf die Entwicklung und Fertigung von Antriebskomponenten für die Schifffahrt spezialisiert. Die Firma produziert insbesondere kundenspezifische Verstellpropeller, Propellergondeln und Querstrahlruderanlagen einschließlich der zugehörigen Steuereinheiten.
Die Produktion der Antriebskomponenten findet in Schweden und Singapur statt. Für die Kundenbetreuung unterhält Berg Propulsion ein weltweites Vertriebs- und Servicenetz.
Beim Volvo Ocean Race 2011–2012 engagiert sich Berg Propulsion als Co-Sponsor des Teams Puma Ocean Racing.
Im Jahr 2013 übernahm Caterpillar die Firma Berg Propulsion und gliederte sie in ihren Unternehmensbereich CAT Propulsion ein.